# Parti socialiste révolutionnaire somalien
Pour les articles homonymes, voir Parti socialiste révolutionnaire.
Le Parti socialiste révolutionnaire somalien (somali : Xisbiga Hantiwadaagga Kacaanka Soomaaliyeed, XHKS; arabe : الحزب الاشتراكي الثوري الصومالي, al-Ḥizb al-ishtirākī al-thawrī al-ṣūmālī; italien : Partito Socialista Rivoluzionario Somalo) est un ancien parti politique de Somalie, qui a gouverné la République démocratique somalie de 1976 à 1991.

## Fondation du parti
Après le coup d’État militaire du 21 octobre 1969, officiellement appelé "Révolution d’Octobre", tous les partis politiques en Somalie ont été interdits. Le groupe de militaires qui est arrivé au pouvoir, dirigé par le général Mohamed Siad Barre, a mis le pays sur la voie du socialisme. En 1971, Siad Barre a annoncé son intention de créer un parti au pouvoir et des organisations publiques connexes de jeunes, de femmes, etc., après quoi les préparatifs ont commencé pour leur création. Avant la création du parti, c'était le Bureau national pour les relations publiques (rebaptisé Bureau politique national en 1973) du Conseil révolutionnaire suprême qui s'occupait des questions d’éducation idéologique de la population. Par l'intermédiaire du ministère de l'Information et de l'Orientation nationale et de ses centres d'orientation locaux, qui servent les objectifs de l'auto-éducation, il s'est engagé dans la propagande des idées du socialisme scientifique. Le Conseil révolutionnaire suprême a également créé l'organisation informelle Avant-garde de la  Révolution, probablement sur le modèle de l'organisation similaire "Avant-garde des socialistes (ru)" qui existait dans l'Union socialiste arabe d'Égypte. Elle regoupait des personnalités militaires et civiles proches du pouvoir et partageant, du moins formellement, les idéaux du socialisme. Le 27 juin 1976, le premier congrès constituant du Parti ouvrier d'avant-garde s'ouvrit à Mogadiscio.  Les 3 000 délégués militaires et civils réunis au congrès ont élu un Conseil supérieur de 76 membres, dont la base reposait sur 19 officiers dirigés par Siad Barre. Le Conseil a commencé à agir en tant que comité central du nouveau parti. Le 1er juillet, le congrès a annoncé la création du Parti socialiste révolutionnaire somalien. Le congrès a adopté la Charte et le Programme du PSRS et élu ses organes directeurs. Le Congrès constituant a dissous le Conseil révolutionnaire suprême et nommé Siad Barre président de la République démocratique somalie. Les pouvoirs de l'autorité suprême ont été temporairement transférés au Comité central du PSRS. Le 3 juillet, le congrès était terminé. Le bureau politique du Conseil révolutionnaire suprême fut également dissous, ses fonctions devant maintenant être assumées par des comités locaux du parti.
Entre octobre et décembre 1976, des conférences constituantes régionales et au niveau des districts ont été organisées, au cours desquelles les organes locaux du parti ont été élus. En janvier 1977, le nouveau parti comptait officiellement 13 500 membres. Entre mars et mai 1977, des filiales du PSRS ont été créées – l’Union de la jeunesse révolutionnaire somalienne et la Fédération démocratique des femmes somaliennes ont été créées.

## Histoire du PSRS

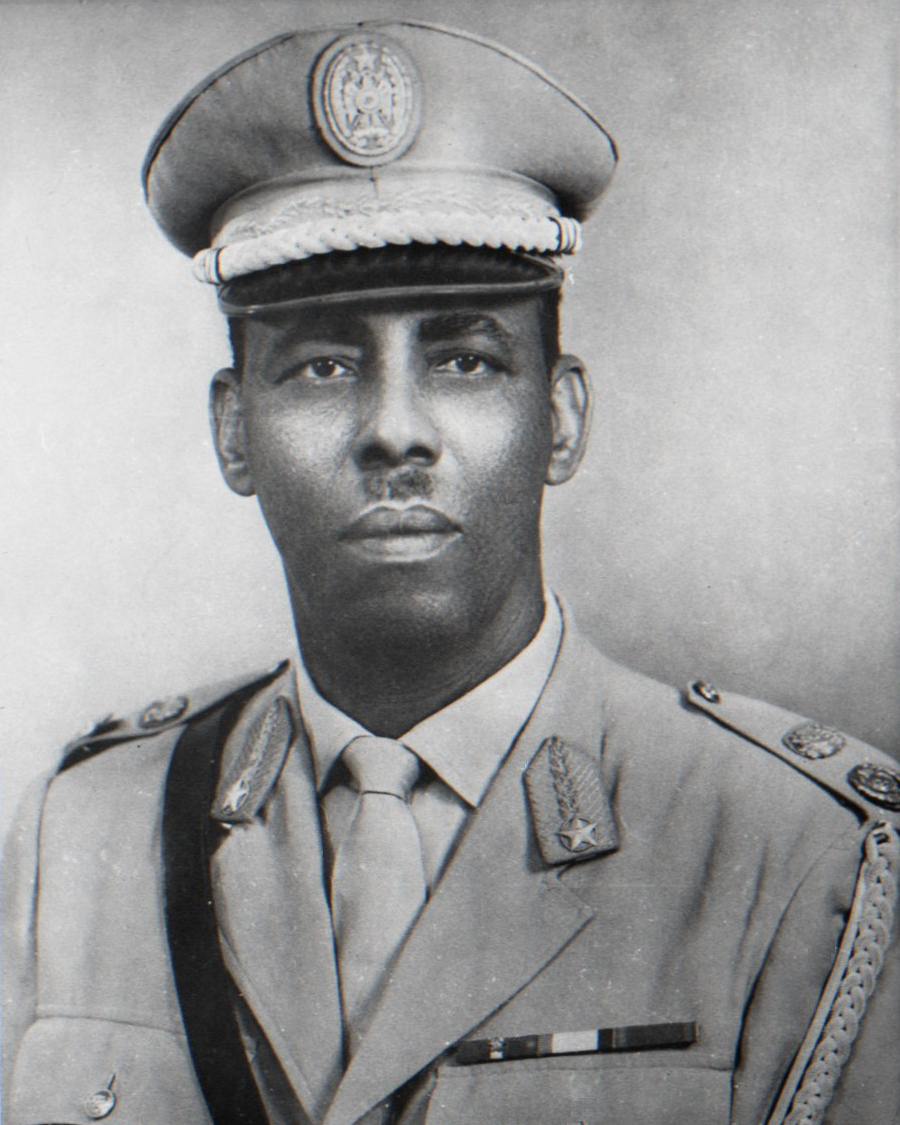
Portrait officiel de Mohamed Siad Barre

La tenue officielle du congrès constituant a dissipé les illusions d'une partie de l'intelligentsia de gauche somalienne et divisé les partisans locaux du socialisme. Certains politiciens de gauche ont émigré, d’autres ont continué à critiquer le régime, laissant pousser leurs barbes sur le modèle de Fidel Castro, ce qui leur a valu le sobriquet de "Gadhyarayal" (en français: "petit groupe barbu"). Ils étaient constamment surveillés par le service de sécurité "Baadhista xisbiga" (en français: "Enquête du Parti"). De plus, la création du PSRS ne répondait pas à l'espoir de Siad Barre lui-même de voir les intérêts nationaux primer sur les intérêts claniques. Au contraire, l'éviction de tout activisme politique a fait des réunions de clan les seuls lieux de discussion directe sur les problèmes du pays et a accru leur rôle. Étant donné que seuls les trois clans du Darod, à savoir les Marehan (en) (le clan de Siad Barre), les Dhoulbahante (en) (le clan de Mohammed Saïd Hersi Morgan (en)) et les Ogaden (en) (le clan de la mère de Siad Barre), étaient représentés à la direction du Parti, la base sociale du régime s'est délibérément rétrécie. La guerre infructueuse avec le Derg et la rupture des relations diplomatiques avec l'URSS en novembre 1977 affaiblirent la position de Siad Barre et semèrent la confusion dans les rangs du parti, qui était jusque-là aligné sur le mouvement communiste international. Le 9 avril 1978, Siad Barre a failli être renversé lors d’une tentative de coup d’État, après quoi il a fait une série de voyages à travers le pays et a promis de restaurer le système parlementaire, ce qui a remis en question l’avenir du PSRS. Cependant, le système parlementaire dans les plans de Siad Barre ne signifiait pas un système multipartite. En 1979, le congrès extraordinaire du PSRS s'est tenu. Il approuve le projet de nouvelle constitution et les recommandations portant sur le plan triennal de développement économique 1979-1981, ainsi que les résolutions sur la politique étrangère et les questions socio-économiques. La Constitution de la République démocratique somalie, qui est entrée en vigueur le 23 septembre 1979 (adoptée par référendum (en) le 29 août), a établi le système de parti unique et le rôle de leadership du PSRS. Tous les membres de l’Assemblée populaire élus en décembre de la même année étaient membres du parti. Mais la situation en Somalie s’est détériorée et le 21 octobre 1980, l'état d’urgence a été décrété dans le pays, la Constitution de 1979 partiellement abolie, et le pouvoir local transféré aux conseils révolutionnaires des régions et des districts. Dans le cadre de la "correction des erreurs commises pendant la révolution", le Conseil révolutionnaire suprême a été restauré, se réappropriant les fonctions dévolues aux organes supérieurs du parti. En 1981, le rôle du parti, son activité et son influence sur la vie du pays ont continué de décliner. En février de cette année, le PSRS a rejoint l'Internationale socialiste africaine (en), un conglomérat de partis sociaux-démocrates non-marxistes, qui comprenait, entre autres, le Parti socialiste destourien de Tunisie, le Parti socialiste du Sénégal et l'Union socialiste (en) du Soudan. Pendant ce temps, un mouvement rebelle s'est développé dans le pays. 1982 a été déclarée "l’année du dépassement du retard et de l’agitation", et le 1er mars l’appareil du Comité Central du PSRS et de la Commission d'audit a été réorganisé. Le 7 juin 1982, le membre du Politburo du Comité central du PSRS, le 3ème vice-président Ismaïl Ali Abokor (en) et 16 autres dirigeants haut-placés du parti et du gouvernement ont été démis de leurs fonctions. En août, le deuxième congrès du PSRS s'est tenu. En janvier 1983, «afin de rationaliser les activités des organes du parti», des réarrangements ont été opérés au sein du Comité central du PSRS. En 1985, des délégations du PSRS se sont rendues en Chine en mai et aux États-Unis en décembre. En novembre 1986, le IIIème congrès du PSRS a eu lieu. Au cours de celui-ci, les questions liées à l'activité du parti, aux problèmes politique, économique, sécuritaire, de défense et de développement social du pays ont été abordées. Siad Barre a été réélu Secrétaire Général du Conseil Central du PSRS pour les cinq prochaines années. L'accord de normalisation conclu le 3 avril 1988 avec l'Éthiopie, qui s'est engagée à ne pas soutenir davantage les rebelles somaliens, a eu le résultat inverse de celui escompté. Les rebelles somaliens ont été contraints de déménager les bases qu'ils avaient sur le territoire éthiopien en Somalie. De là, ils se sont appuyés sur le clan Issak et ont lancé une guerre contre le régime de Siad Barre. L'armée gouvernementale n'a pas pu reprendre le contrôle du nord du pays, une bataille  clanique s'est déroulée à Mogadiscio contre le clan Marehan, auquel appartenait Siad Barre. En décembre 1989, une réunion plénière extraordinaire du Comité central du PSRS a restauré le système multipartite, modifié la Constitution et décidé de la tenue d'élections législatives multipartites avant la fin de l'année suivante. Cependant, ces mesures n'ont pas donné de résultats. Le 27 janvier 1991, le régime de Mohamed Siad Barre est tombé et le Parti socialiste révolutionnaire somalien a définitivement cessé d'exister. Quelques partisans de Siad Barre se regrouperont néanmoins dans un nouveau parti quelque temps après : le  Front national somalien (en).

## Idéologie
Le Parti socialiste révolutionnaire somalien, qui a été créé dans des conditions d’inclinaison vers l’URSS et son Parti communiste, était initialement appelé "parti d’avant-garde des travailleurs". Dans la classification soviétique, cela signifiait que sa base idéologique était le marxisme-léninisme et qu’il était donc construit sur les mêmes principes que les autres partis marxistes-léninistes, ce qui présuppose une admission individuelle au parti en fonction de l’appartenance de classe, la mise en action du principe du centralisme démocratique et l’observation d’une stricte discipline au sein du parti. À long terme, à mesure que les lacunes seront éliminées et ces principes mis en œuvre, un tel parti était censé devenir un parti marxiste-léniniste. Le programme du Parti socialiste révolutionnaire somalien, adopté en 1976, déclarait que la Somalie avait commencé à « construire une société socialiste ». Dans le même temps, il garantissait la préservation de la propriété privée dans le pays et la préservation des secteurs privé et mixte de l'économie. Le programme consacrait le principe du pansomalisme, qui visait à réaliser l'unification des Somalis en un seul État, la Grande Somalie, qui comprendrait les territoires contestés aux pays voisins, à savoir l'Éthiopie, le Kenya et Djibouti. 
Après la défaite de la guerre de l'Ogaden et la rupture des relations diplomatiques avec l'URSS, l'idéologie du parti est devenue plus floue. La République démocratique somalie s'est réorientée vers les États-Unis et les pays arabes avec des régimes conservateurs et la déclaration d'adhésion aux principes du marxisme-léninisme est devenue sans importance. Fin février 1981, lors de son congrès inaugural à Tunis, le PSRS a rejoint l'Internationale Socialiste Africaine, organisation fondée sur la base idéologique du socialisme démocratique, dont les membres ont rejeté le concept de lutte des classes et dans laquelle ont été acceptés des partis qui ne mentionnaient même pas le socialisme dans leurs programmes. Une telle adhésion pourrait signifier un rejet formel du marxisme de la part du PSRS, tout en maintenant une orientation vers un certain modèle de socialisme.

## Système de parti unique
La Constitution du 23 septembre 1979, adoptée par référendum (en) le 29 août 1979, consacre le rôle de premier plan du Parti socialiste révolutionnaire somalien dans la vie du pays. Il a été déclaré seul parti légitime en Somalie, la création d'autres partis et organisations politiques ayant été interdite (paragraphe 1 de l'article 7). Le PSRS a également obtenu le pouvoir suprême dans le domaine politique et socio-économique de la République démocratique de Somalie (paragraphe 2 de l'article 7). Cependant, cela n'a pas empêché l'opposition de créer en octobre 1981 le Front démocratique du salut somalien (en), puis d'autres organisations, après quoi le SRSP a effectivement cessé d'être le seul parti en Somalie.

## Congrès du PSRS
| Num.                   | Date                     | Lieu                 |
| ---------------------- | ------------------------ | -------------------- |
| 1er                    | 27 juin - 3 juillet 1976 | Mogadiscio (Somalie) |
| Congrès extraordinaire | janvier 1979             | Mogadiscio (Somalie) |
| 2e                     | août 1982                | Mogadiscio (Somalie) |
| 3e                     | novembre 1986            | Mogadiscio (Somalie) |